# Caucaea nubigena
Caucaea nubigena är en orkidéart som först beskrevs av John Lindley, och fick sitt nu gällande namn av Norris Hagan Williams och Mark W. Chase. Caucaea nubigena ingår i släktet Caucaea och familjen orkidéer. Inga underarter finns listade i Catalogue of Life.

## Bildgalleri

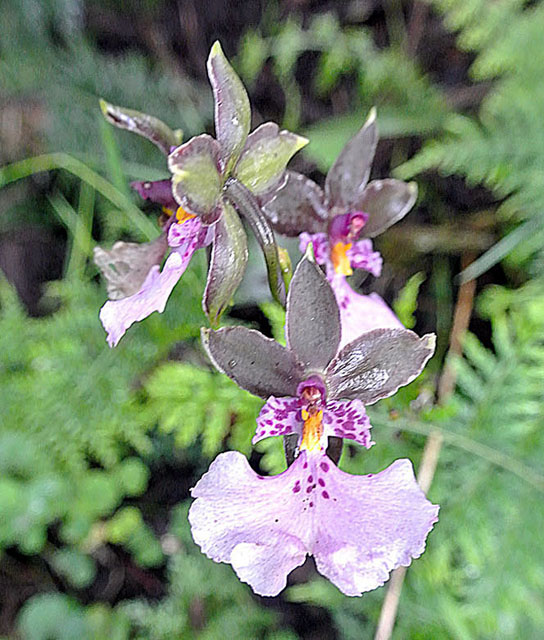
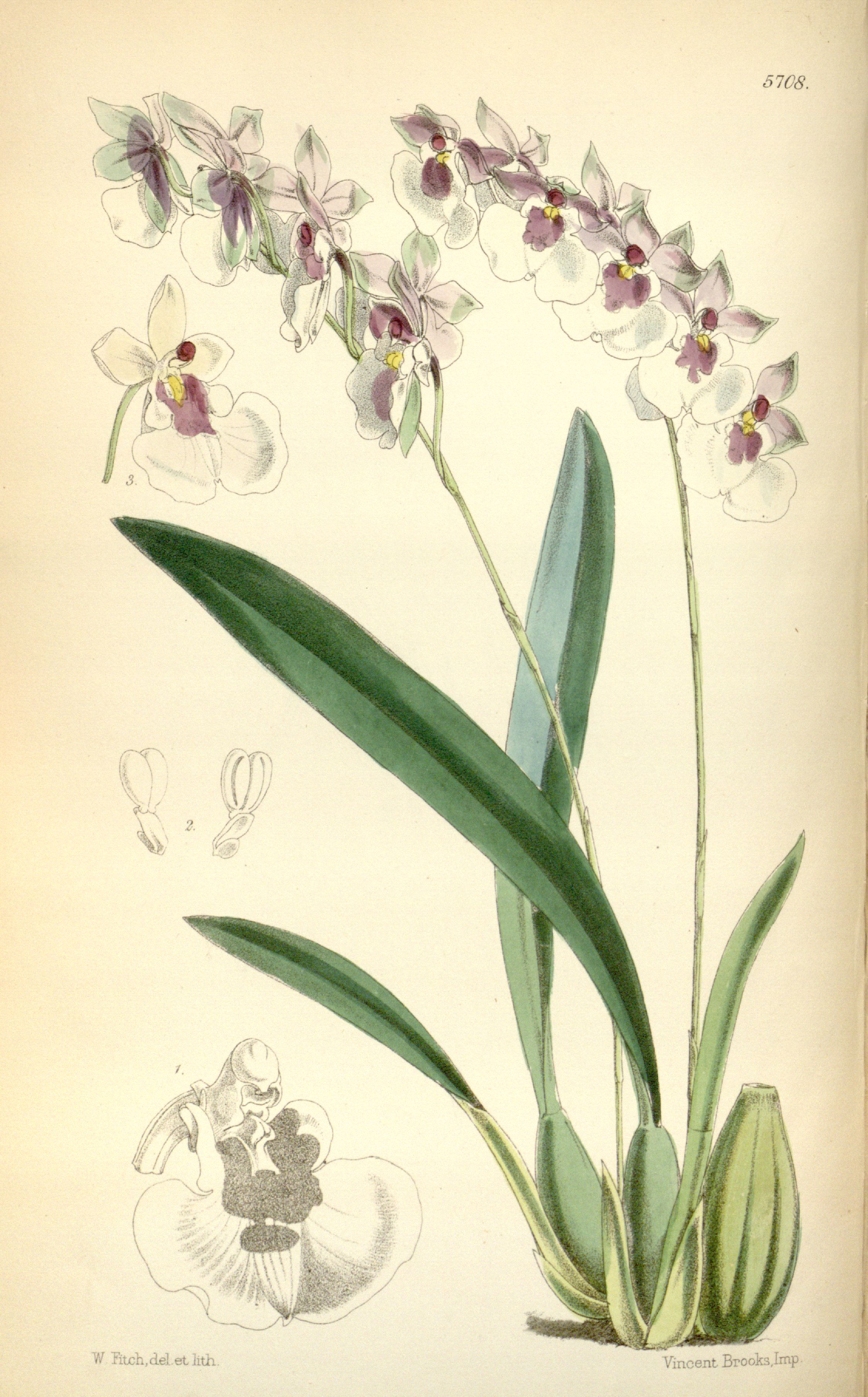